# Il Natale del 1833 (romanzo Mario Pomilio)
Il Natale del 1833 è un romanzo di Mario Pomilio. Pubblicato nel 1983, vinse nello stesso anno il Premio Strega.

## Storia editoriale
Il libro ha conosciuto oltre 30 edizioni, alcune delle quali corredate da prefazioni e saggi di illustri letterati italiani.
Nel 1983 fu insignito del Premio Fiuggi.

## Trama
Il 25 dicembre 1833 nella villa di Brusuglio, domicilio privilegiato della famiglia di Alessandro Manzoni, si spegne la sua prima moglie Enrichetta Blondel. Adorata dal marito e dai sette figli, Enrichetta è pianta soprattutto da Giulia Beccaria, madre di Alessandro, che da sempre vive con i coniugi e i nipoti. I giovani figli di Enrichetta hanno età diverse e fanno riferimento per i loro dolori e le loro gioie alla madre e alla nonna, più che al padre. E proprio il grande poeta, in presenza di questo lutto, sembra reagire con tale serenità e accettazione della volontà dell'Onnipotente, che in breve la società dei nobili milanesi si abbandona a pettegolezzi indelicati e invadenti. L'onda delle dicerie arriva persino agli amici di Parigi e, quando nel 1837 Manzoni si sposerà una seconda volta, i maldicenti paiono aver avuto ragione di fare un tal baccano.
Su queste premesse si svolge il romanzo di Pomilio. Sulla base di pochissime testimonianze scritte, lasciate in prevalenza da Giulia Beccaria, e sulla scorta degli appunti del Manzoni, ne viene indagata la paralisi creativa, parallela a un possibile processo di revisione della sua fede. Perché mai Dio, così misericordioso, perché la Provvidenza che tutto vuole per il bene degli uomini ha consentito di togliere ai suoi cari Enrichetta, che anzi è andata incontro alla morte con una piena accettazione? Perché, nove mesi dopo, la figlia primogenita Giulietta, venuta a Brusuglio per riprendersi dal suo primo parto, a sua volta si lascia morire a poco più di vent'anni? Perché, non molto tempo dopo, anche la giovanissima figlia Cristina, da poco sposa, torna a Brusuglio a morire? Che hanno mai fatto tutti loro, tranne che venerare e amare Dio, pregarLo e obbedirGli?
In questo scenario, composto anche di altri dispiaceri, è Giulia Beccaria a levare le più alte grida di dolore. Morirà poco dopo la scomparsa della nipote Cristina, ma la vita (o è stata la Provvidenza?) non le ha risparmiato questi strazi. E Alessandro, sempre ritirato nella villa di Brusuglio, si interroga, prega, chiama Dio a rendergli conto delle sofferenze come fece Giobbe. Ma ben presto si deve interrogare sul male che gli uomini stessi infliggono l'uno all'altro. Il passaggio quindi sarà da Giobbe, che soffrì per esplicita volontà di Dio, al Cristo, sacrificato da Dio, ma concretamente straziato da uomini divenuti belve. E qui Manzoni non può più opporre se stesso al Cristo.
Non mancano tuttavia le figure di martiri che patirono una morte crudele a causa di accuse infondate e uno di essi, il presunto untore Gian Giacomo Mora, sta esattamente davanti al Manzoni e alle sue indagini per una scrittura della storia. Cioè quello che, non potendo entrare ne I promessi sposi, per mancanza di benefica Provvidenza, diviene la Storia della colonna infame. Quale Dio d'amore può permettere sventure come quelle che si abbatterono su Mora e su altri accusati dell'impossibile, diffondere la peste? Vittime di ignoranza, malvagità, isteria collettiva, capri espiatori offerti non a Dio, ma a quanto di peggio la natura umana può raggiungere.
E Alessandro Manzoni deve una risposta al suo Dio, interrogato, pregato e forse giudicato: la risposta però è la stessa di Giobbe:

## Edizioni
- Mario Pomilio, Il Natale del 1833, Rusconi, Milano 1983
- Mario Pomilio, Il Natale del 1833, introduzione di Fulvio Scaglione, Mondadori, Milano 1983
- Mario Pomilio, Il Natale del 1833, prefazione di Italo Alighiero Chiusano, Club degli editori, Milano 1994
- Mario Pomilio, Il Natale del 1833, con un saggio di Carlo Bo, Bompiani, Milano 2003
- Mario Pomilio, Il Natale del 1833, prefazione di Renato Minore, UTET, Torino 2007
- Mario Pomilio, Il Natale del 1833, prefazione di Salvatore Silvano Nigro, con un saggio di Carlo Bo, Bompiani, Milano 2015